# Henrys Fork (Snake River)
Der Henrys Fork ist ein rechter Nebenfluss des Snake River im Osten des US-Bundesstaates Idaho.
Der Fluss hat seinen Ursprung in dem aufgestauten und abflussregulierten See Henrys Lake. Von dort strömt er in überwiegend südlicher Richtung durch das Bergland. Er wird am Oberlauf zum Island Lake Reservoir aufgestaut. Der Oberlauf des Flusses befindet sich innerhalb der Henrys Fork Caldera, die vor 1,3 Millionen Jahren entstand und einen Durchmesser von 24 km besitzt. Der Henrys Fork durchbricht den südlichen Kraterrand. Dort befinden sich die beiden Wasserfälle Upper Mesa Falls (35 m hoch, 61 m breit) und Lower Mesa Falls (20 m hoch) in einem Abstand von knapp 2 Kilometern am Flusslauf. Oberhalb der Mesa Falls-Wasserfälle liegt der Harriman State Park. Später verlässt der Henrys Fork das Bergland und fließt in südwestlicher Richtung an der Kleinstadt St. Anthony vorbei. Linksseitig fließen ihm Fall River und Teton River zu. Am Unterlauf befinden sich mehrere Staubauwerke am Flusslauf. Schließlich mündet der Henrys Fork 15 km südwestlich von Rexburg in den Snake River. Der U.S. Highway 20 verläuft in dem Gebiet grob dem Flusslauf des Henrys Fork. Der Henrys Fork entwässert ein Areal von 8320 km². Der mittlere Abfluss unweit der Mündung beträgt 59 m³/s.
Der Fluss wurde nach dem Pelzhändler Andrew Henry benannt, der Anfang der 19. Jahrhunderts das Gebiet erkundete.
Der Fluss bietet sowohl oberhalb als auch unterhalb der Mesa Falls-Wasserfälle Wildwasser-Abschnitte für Kanuten, Kajak-Fahrer und Rafting.